# Lennerd Daneels
Lennerd Daneels (* 10. April 1998 in Gierle) ist ein belgischer Fußballspieler, der aktuell beim Roda JC Kerkrade unter Vertrag steht.

## Karriere

### Verein
Daneels spielte in der Jugendabteilung vom PSV Eindhoven und schaffte anschließend den Sprung in die B-Mannschaft, für die er in der gesamten Zeit fünf Tore in 40 Spielen machte.
Nach seiner Zeit in Eindhoven wechselte er nach Waalwijk zum RKC und unterschrieb dort einen Vertrag bis 2021. Sein Debüt in der Eredivisie gab er am 3. August 2019 bei der 1:3-Auswärtsniederlage gegen VVV-Venlo. 2019/20 spielte er jedoch lediglich sieben Ligaspiele für die Blau-Gelben. Am 5. Dezember 2020, dem 11. Spieltag der Folgesaison schoss er beim 3:2-Sieg über VVV-Venlo sein erstes Erstligator. Anschließend wurde er Stammspieler in der ersten Mannschaft und traf am Ende der Saison drei Mal in 34 Spielen. Anfang Juni 2021 verlängerte er seinen Vertrag bei Waalwijk bis 2023, um zwei weitere Jahre. In der Saison 2021/22 spielte Daneels nur noch 19 der 34 möglichen Ligaspiele für Waalwijk.
Nach drei weiteren Einsätzen zu Beginn der Saison 2022/23 wechselte er in die eerste Divisie zum Roda JC Kerkrade.

### Nationalmannschaft
Daneels durchlief von der U15 bis zur U19 mehrere Jugendnationalmannschaften von Belgien. Mit der U17-Nationalmannschaft nahm er 2015 an der U17-Europameisterschaft sowie an der U17-Weltmeisterschaft teil. Bei letzterer erreichte er mit der Mannschaft den dritten Platz.